# Berrys Bay
Berrys Bay – zatoka (ang. bay) w kanadyjskiej prowincji Nowa Szkocja, w hrabstwie Shelburne, na wschód od zatoki Shelburne Harbour; nazwa urzędowo zatwierdzona 29 kwietnia 1941.